# Pištec černohlavý
Pištec černohlavý (Pitohui dichrous Bonaparte 1850) je pták z řádu pěvců, vyskytující se na Nové Guineji.
Je velký asi 23 cm a váží asi 65 gramů (asi jako drozd), má černé, oranžové a hnědé peří, je všežravý.
Jde o jednoho z mála známých jedovatých ptáků; v jeho peří a kůži je obsažen batrachotoxin, stejný jed, jaký „používají“ jihoamerické žáby z rodu pralesničkovitých. U pištců je jed obsažen v poměrně malém množství (v peří jednoho ptáka jsou obsaženy asi 2–3 µg jedu a v kůži 15–25 µg, zatímco v kůži jedné pralesničky asi 100–1000 µg jedu); při doteku způsobuje u člověka pálení kůže. Jed slouží hlavně k ochraně před predátory. Podobně jako pralesničky však pištci jed neprodukují sami, ale získávají ho z potravy, konkrétně z brouků z rodu bradavičníkovitých.
Jedovatých je také několik dalších ptáků z této čeledi, např. pištec proměnlivý a pištec pralesní, a také jiný příbuzný novoguinejský pták, kosovec šoupálčí. Jedovatost byla objevena náhodně ornitologem Jackem Dumbachererm, když se poškrábal při vyprošťování pištce z ornitologické sítě. Domorodci ale o této vlastnosti věděli již dříve.